# Spherillo erinaceus
Spherillo erinaceus är en kräftdjursart som först beskrevs av Gustav Budde-Lund 1879.  Spherillo erinaceus ingår i släktet Spherillo och familjen Armadillidae. Inga underarter finns listade i Catalogue of Life.